# تشيزانو بوسكوني
تشيزانو بوسكوني (بالإيطالية: Cesano Boscone)‏ هي بلدية تقع في مقاطعة ميلانو في إقليم لومبارديا في شمال إيطاليا.
تقع تشيزانو بوسكوني على حدود البلديات التالية: ميلانو، كورسيكو، تريزانو سول نافيليو

## وصلات خارجية
- (بالإيطالية) الموقع الرسمي لتشيزانو بوسكوني